# ジョルノ専門店街
ジョルノ（ジョルノ）は、大阪府堺市堺区三国ヶ丘御幸通にある高層ビル。低層階にショッピングセンター、高層階にマンションがそれぞれ入居している。

## 概要
堺の業務中心地である、堺東を代表するビル。建替前にも同名のビルがあった（後述）。
南海高野線堺東駅から駅前広場を挟んで南に位置し、駅西口とペデストリアンデッキで結ばれている。
占領下の闇市に起因する「堺中央マーケット」の再開発により1981年に先代ビルがオープン。大小路の東端、堺市役所の東隣という好立地もあり、知名度の高い建物となり、2代目ビルにも「ジョルノ」の名称が受け継がれている。
2013年7月に再開発計画が報じられて工事に着手。2018年頃のリニューアルオープンが予定されていたが、当初計画からやや遅れて、2021年4月3日に再び「ジョルノ」の名前で開業した。高層階は「プラウドタワー堺東」、低層階は商業施設と分けられている。

## 建替え前の「ジョルノビル」
ジョルノビル（ジョルノビル）は、かつて大阪府堺市堺区三国ヶ丘御幸通にあったショッピングセンター。現在とは異なり、一棟全てが商業施設向けのビルだった。
一時はダイエーも入居していたが、2001年5月31日に閉店。その後生鮮館パスト（PASTO）や書店、ダイソー、衣料店パレット、ハニーズ、オモチャーズ、ハローワーク、カフェ&デリ 惣菜専門店などが入店したものの、再開発計画が立ちあがった2011年12月に大型テナントの閉店により再々開発の検討が本格化、2016年10月31日の「完全閉店」までは小規模な専門店のみが入居していた。
2016年10月31日をもって「完全閉店」となり、1階の一部を除き駐車場を含め閉鎖されホームページも削除され、以降も3店舗が営業していたが、2017年3月上旬でビル解体除去工事に着工したため、ビルが封鎖され関係者以外は立ち入り禁止となった。

## 営業時間の変遷
- 開業当時　~19:00
- 1992年ごろ　~19:30
- 時期不明 10:00~20:00
- 2012年？　 10:00~19:00
- 2016年11月1日　 10:00~18:00

## フロア構成
- 開店~2001年まで(ダイエー入居時代)

RF  屋上広場　8F~5F  ダイエー
4F  ダイエー・専門店街
3F~1F  ダイエー・専門店街・銀行支店
B1F  専門店街
B2F  ダイエー・専門店街
B3F  駐車場
B4F  機械室
- 2002年~(ダイエー閉店後大型専門店入居)

8F  ハローワーク
7F  専門店
5F  ダイソー
4F  大型書店・専門店街
3F~1F  大型専門店・専門店街・銀行支店
B1F  専門店街
B2F  食品スーパー・専門店街
B3F  駐車場
- 2012年~(全ての大型専門店・銀行支店閉店)

8F~5F  閉鎖
4F~2F  専門店街
1F  専門店街・銀行出張所
B1F~B2F  専門店街
B3F 駐車場

## 2016年11月1日完全閉店からビル閉鎖まで営業していた店舗
1F
- ジョルノ花正（化粧品店）
- クラウド9（服飾店）
- 花フラワー　和田

## 2016年10月31日までの店舗
B2F（海の街）
- 精肉　ミートユー
- 鰻や竹うち[3]
- 喫茶　カフェドジュン
- たこ焼き　千亀利屋

B1F（波の街）
- 鮮魚ととや
- 昆布鰹節  八軒商店
- 野菜果物　アラトラ
- 味噌漬物　岡野商店
- ジョルノ専門店事務所

1F（花の街）
- クサベ事業用品
- 婦人服すみよし
- 趣味の袋物・エプロン　マルイチコーナー寺岡
- 婦人服パリス2
- 喫茶  ホっとしよか！(以前は喫茶  クローバーが入居していた)
- 花キューピット　フラワー和田
- ファッションリフォーム マスダ
- 宝石　サン・ローゼ
- 趣味の袋物マルイチコーナー
- めがね  武本屋本舗
- 宝石 サン・ローゼ
- ヘルストロン  ハクジュプラザ(以前はコクミンが入居していた)
- 化粧品 サロン   マエセ
- CD・電池・電球・蛍光灯   ヤマブキレコード
- 理容  スター理容
- くすり  伊東薬局
- カメラ・DPE・証明写真  三国カメラ
- 化粧品  ジョルノ花正
- 婦人服  すみよし
- LADY'S  パリ
- ブティック  パリ2
- CLOUD9

2F（鳥の街）
- ゆうゆう パソコン教室
- 毛糸 すずや毛糸店
- レディース モン
- 美容 じゅん美容室
- 婦人服・下着 ペンギン
- 婦人服 レディースショップかをり
- 洋品ハンドバッグ  レザ桶森
- ブティック  AZUMI

3F（太陽の街）
- レディースショップ M・O・R・I・T・A
- 婦人服 マルエス
- 趣味の呉服  いまい呉服店

4F（星空の街）

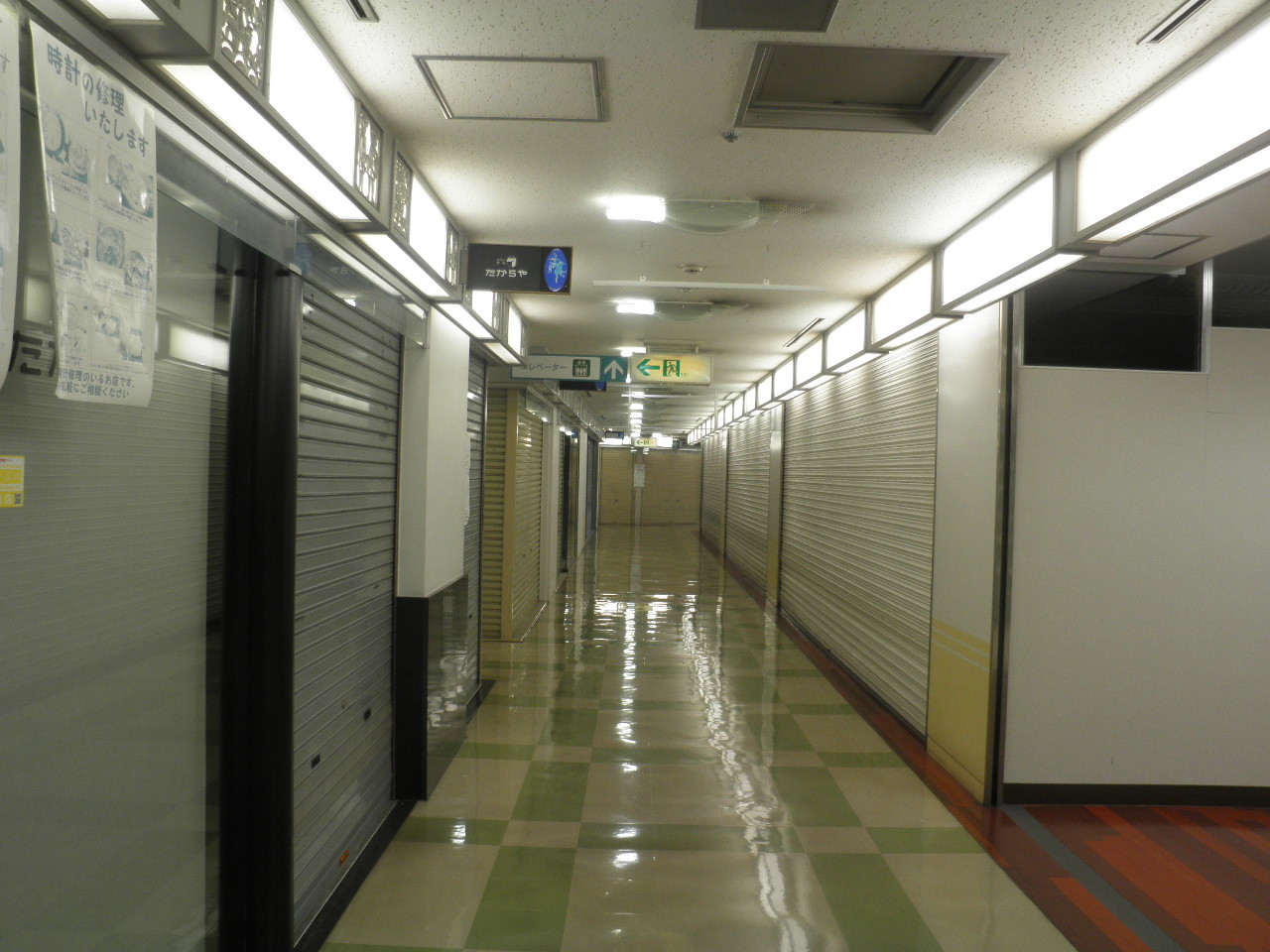
店内 (4F)エスカレーター前からロータリー方

写真右側のシャッターが、奥まで続いているところは、南大阪最大級の広さがあるキャップ書店が入居していた。
写真左側の一番手前は現在ロータリーで営業中の たからやが入居していた。
- ガラスエッチングアート アクアジャパン
- ジョルノビル 管理事務所

## かつて営業していた店舗(2016年以前閉店)
RFダイエーレジャーランド屋上遊園地 堺東店
かつては　キャラクターショーやガレージマーケットなど開催
8F本と味のフロア(ダイエー)
ダイエー時代は　
書店アシーネとフードコート(飲茶・めん処・ハンバーガー・スパゲティ・スナック・和食コーナー)と
中国料理店・イタリアン料理店・和風ラーメン店・寿司・和食店・喫茶店などが入居していた
- ハローワーク堺(ダイエー閉店後)

7Fレジャーのフロア(ダイエー)
(以下ダイエー取り扱い品目)
- テレビ・オーディオ
- 釣具
- ゴルフ用品
- 登山・キャンプ用品
- スポーツ用品
- カメラ
- 卓球・とびなわ
- D.I.Y(大工用品)
- メガネ
- 着物熟愛会(旧ダイエー床)
- カタログショップOWYU(旧ダイエー床)

6F住まいと暮らしのフロア(ダイエー)
(以下ダイエー取り扱い品目)
- ダイニング家具
- リビング家具
- ジュニアルーム
- タンス
- ベッド
- 電気スタンド・電池
- 日用雑貨
- タオル
- 催事コーナー
- カーテン・カーペット
- 家庭電化製品
- 和食器
- 洋食器
- 漆器
- ギフト
- 羽根布団
- ジュニア布団
- 掛敷組布団

ダイエー閉店後は空きフロアだった。
5F紳士と子供・ベビーのフロア(ダイエー)
- ザ・ダイソー堺東ジョルノ店(ダイエー閉店後)

(2011年12月31日閉店・647坪)
(以下ダイエー取り扱い品目)
4F 星空の街(ジョルノ専門店街) 
婦人ファッションのフロア(ダイエー)
婦人服
大きいサイズ
ドレスコート
婦人カジュアルウエア
ジーンズ
ジュニアウエア
セントマイケル
エプロン
婦人肌着
ランファン
- キャップ書店堺東店(ダイエー閉店後)

- 時計・宝石たからや
- 求人情報展示コーナー りくてんぷらざ
- 高端歯科
- カフェ・スイス
- 陶芸 たがわ
- (以下ダイエー取り扱い品目)
- 婦人服
- 大きいサイズ
- ドレスコート
- 婦人カジュアルウエア
- ジーンズ
- ジュニアウエア
- セントマイケル
- エプロン
- 婦人肌着
- ランファン

3F 太陽の街（ジョルノ専門店街）
婦人おしゃれのフロア(ダイエー)
- ハニーズ堺東店(ダイエー閉店後)
- オモチャーズ(ダイエー閉店後)
- プチプラ(ダイエー閉店後)

- いまい呉服店
- マルエス
- かわいいベビー服 マツヤ
- なにわや
- リラックスハウス堺店
- 呉服みやかぜ
- (以下ダイエー取り扱い品目)
- フィルム DPE
- 時計
- ファッションBAG
- ファミリーシューズ
- くつ
- 婦人服飾雑貨
- 服飾アクセサリー

2F鳥の街（ジョルノ専門店街）
ジョイントと趣味のフロア(ダイエー)
- デイリーファッション パレット堺東ジョルノ店(旧ダイエー床)

- かつら・シャポード
- (以下ダイエー取り扱い品目)
- ジーンズマーケット
- ビックサイズ
- ベルト
- フットウエアー
- シューズ
- ギターケース
- アンプ
- レコード楽器
- LMスタジオ
- アクセサリー
- 朝日海外

1F  花の街（ジョルノ専門店街）
美容と健康フロア(ダイエー)
- カフェデリ惣菜専門店(閉店後ミニコンサート会場兼休憩スペース)
- コクミン堺東駅前店

- 不二家堺東店
- 平井時計店→ノア美容
- カフェクローバー その後→ カフェほっとしよか
- アイスクリーム サーティワン→ジョルノ花正
- トイズショップ　アヅマヤ
- ヘアーサロン　ヒサ
- カメラのアルス
- 山栄堂書店(閉店後自販機休憩スペース)
- (以下ダイエー取り扱い品目)

薬品
美容器具
化粧品
医療・衛生用品

B1F 波の街（ジョルノ専門店街）
- フルーツショップこばし
- 玉子・かしわ・合鴨 朝日亭
- お茶の柴屋
- 味噌漬物 植野
- 森田
- パンパリジェンヌ
- 食料品販売　北陸の味松本
- お菓子司 瀬戸屋
- フードショップ  こばし
- 活魚専門店　魚末(閉店後自販機休憩スペース)
- 旨い！安い！丸寿し
- 鶏肉 鳥冶
- 青果 果物  和田
- 合鍵印鑑 たかぎ
- 豆腐・あげ 能登屋
- 着物四季
- 本場・手打ちうどんあじ店
- フレッシュベーカリー エイダイ
- 薬 化粧品 フジハラ薬局堺東店
- 天ぷら 天やす
- 黒毛和牛専門店 まるたけ阪本
- 肉のやまひで
- 堺ハワイアンクラブ
- ホワイト急便クリーニングせきや
- お菓子のかめや
- 青果店小林
- 綜合食品  大岡商店  →閉店後(ビル閉店まではソファ有りの休憩所)
- 串カツ 焼き鳥 天ぷら  お食事処笹
- やさい  こばし
- 鮮魚・珍味片岡(閉店後女性専用休憩所)
- みゝ留（惣菜・蒲鉾店）
- リカーショップ　ミキ
- スナックスワン

B2F  海の街（ジョルノ専門店街）食料品のフロア(ダイエー)
- 食品スーパーPASTO堺東店(ダイエー閉店後)

- ファミリーハウス・APPLE
- 持ち帰り寿司 新子寿し
- ジョルノユキ・婦人雑貨
- レストランポワル
- リサイクルの店 Kura
- assh・BAR
- お惣菜揚げ物 はまゆう食品
- 占い自証伝
- コロちゃん・コロッケ
- コロッケハウス　ふぁーすと

- 精肉 ミート・ユー
- らーめん亭 とりせ
- そば処  みよしや中店
- お食事処  紀州以古来
- (以下ダイエー取り扱い品目)

## イベント
(毎年恒例)
サマーバーゲン
冬の大バーゲン
冬得市
(2016年~)
完全閉店ビックセール
(その他)
ジョルノコンサート
大抽選会

## 設備
※表記内容は未確認を含みます
(客用)
三菱製卵形かごロープ式シースルーエレベーター×2基
B3F〜RF・B2F〜RF
特注インジ(乗り場・カゴ内)
特注照明(カゴ内)
(業務用)
1.銀行用×1基
メーカー:  不明
停止階:  B3・1F~3F
2.南側×1基
メーカー:  不明
停止階:B2F?~RF
3.南側線路沿×2基
メーカー:  フジテック？
停止階:  B2F・1F~8F
4.北側道路沿×1基
メーカー:  不明
停止階:  B4~4F
5.南側線路沿地下
メーカー：不明
停止階:B3F~B1F

[エスカレーター]
メーカー:  三菱製
機種:  AS-S
ベルト色:  ブラウン
オリジナル放送有り
(地下北側)
B1F⇄B2F
(駅前デッキ真横)
2F→3F→4F
(中央)
B2F→B1F⇄1F⇄2F⇄3F⇄4F⇄5F⇄6F⇄7F⇄8
B3F駐車場
入庫:  螺旋スロープ
出庫:  2台積載可能車用エレベーター

階段
楽しいしりとり階段(1F⇄B2F)
屋内階段(A〜L階段室)
屋外階段

## 歴史
- 1978年3月 - 工事着手
- 1980年2月 - 鉄骨建立完了
- 1980年8月 - 軀体完了
- 1981年3月 - 施設建設物完工
- 1981年5月29日 - 先代ジョルノビル竣工。「ジョルノ専門店街」開店
- 1989年ごろ - ビル屋上にてガレージセールを開催
- 1991年ごろ - ジョルノスタンプ開始
- 2001年5月31日 - ダイエー堺東店閉店
- 2002年 - 旧ダイエーフロアに大型専門店入居
- 2008年 - 三井住友銀行堺支店閉店(ATMコーナーのみとなる)
- 2011年9月 - ハローワーク堺が当ビルに移転
- 2011年12月 - 大型専門店が全て閉店
- 2016年10月31日 - 完全閉店(1Fフロア3店舗以外)・1F以外閉鎖
- 2017年3月頃 - 全フロア閉鎖・立ち入り禁止、ビル解体工事に着手
- 2021年4月3日 - 「ジョルノ」再オープン。（プラウドタワー堺東が竣工。[注釈 1]）

## アクセス
- 南海高野線堺東駅西口歩行者デッキで徒歩2分